# Green-Gletscher
Der Green-Gletscher ist ein 24 km langer und 6 km breiter Gletscher an der Oskar-II.-Küste des Grahamlands auf der Antarktischen Halbinsel. Er fließt vom Inlandsplateau in zunächst nordöstlicher, dann östlicher Richtung und mündet in die Westflanke des Hektoria-Gletschers.
Der Falkland Islands Dependencies Survey (FIDS) nahm 1955 Vermessungen vor. Das UK Antarctic Place-Names Committee benannte ihn 1957 nach John Robert Green (1922–1988), der 1950 die Station des FIDS auf Deception Island und 1951 diejenige auf den Argentinischen Inseln geleitet hatte.